# Église Sainte-Madeleine de Montagrier
Pour les articles homonymes, voir Église Sainte-Madeleine.
L'église Sainte-Madeleine est une église catholique située à Montagrier, en France.

## Localisation
L'église et son cimetière sont situés dans le quart nord-ouest du département français de la Dordogne, en Ribéracois, au sud-est du bourg de Montagrier, près de la route départementale 103.

## Historique
L'église de Montagrier est un ancien prieuré du XIIe siècle dépendant de l'abbaye de Brantôme. Les bâtiments conventuels ont disparu. Elle avait été construite hors de l'enceinte fortifiée de la ville.
Le bourg de Montagrier possédait une église paroissiale dédiée aux saints Côme et Damien. Elle a été remplacée par celle du prieuré quand elle a été détruite au XVIIIe siècle. Cette histoire explique pourquoi l'église paroissiale actuelle se trouve assez loin du centre du bourg et la nécessité qu'il y a eu de détruire la nef pour la reconstruire plus grande en 1897.
Camille Enlart a classé l'édifice parmi les églises à plan tréflé dans son livre Manuel d'archéologie française. Il date la partie romane du XIe siècle mais le marquis de Fayolle ne la fait pas remonter au-delà du second quart du XIIe siècle malgré le caractère archaïque des chapiteaux et de la sculpture.

## Description

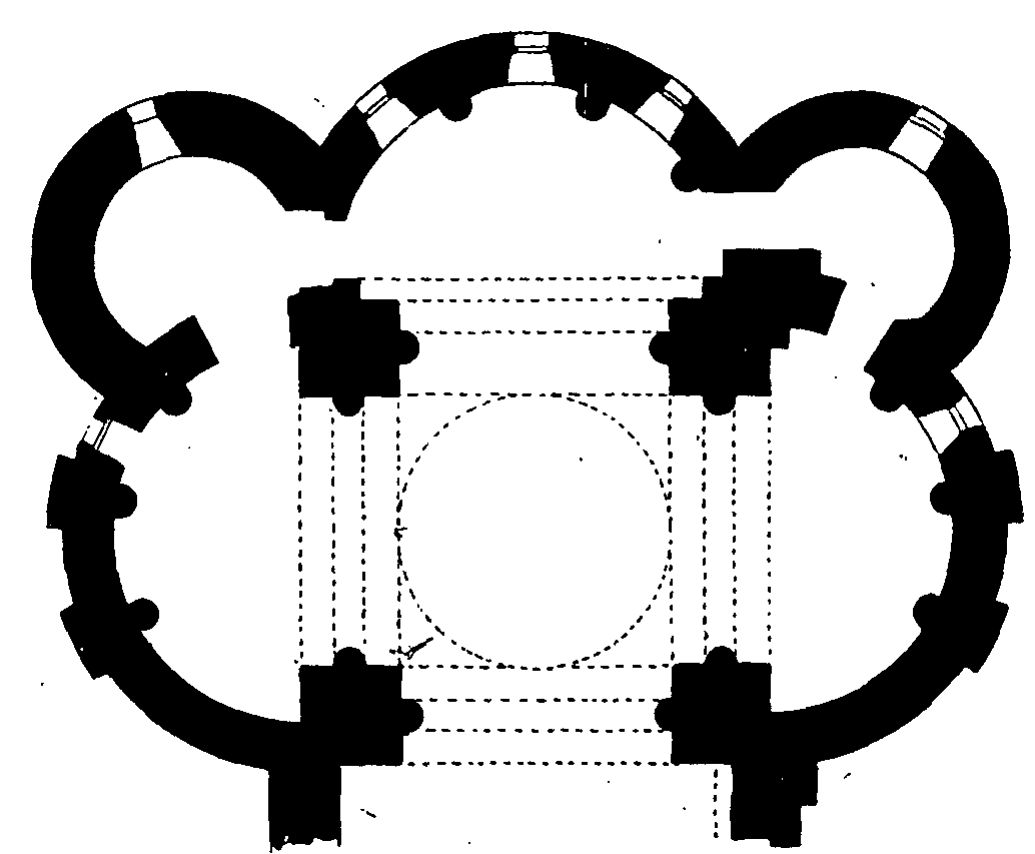
Plan du chœur avant restauration
Congrès archéologique de France (1927)

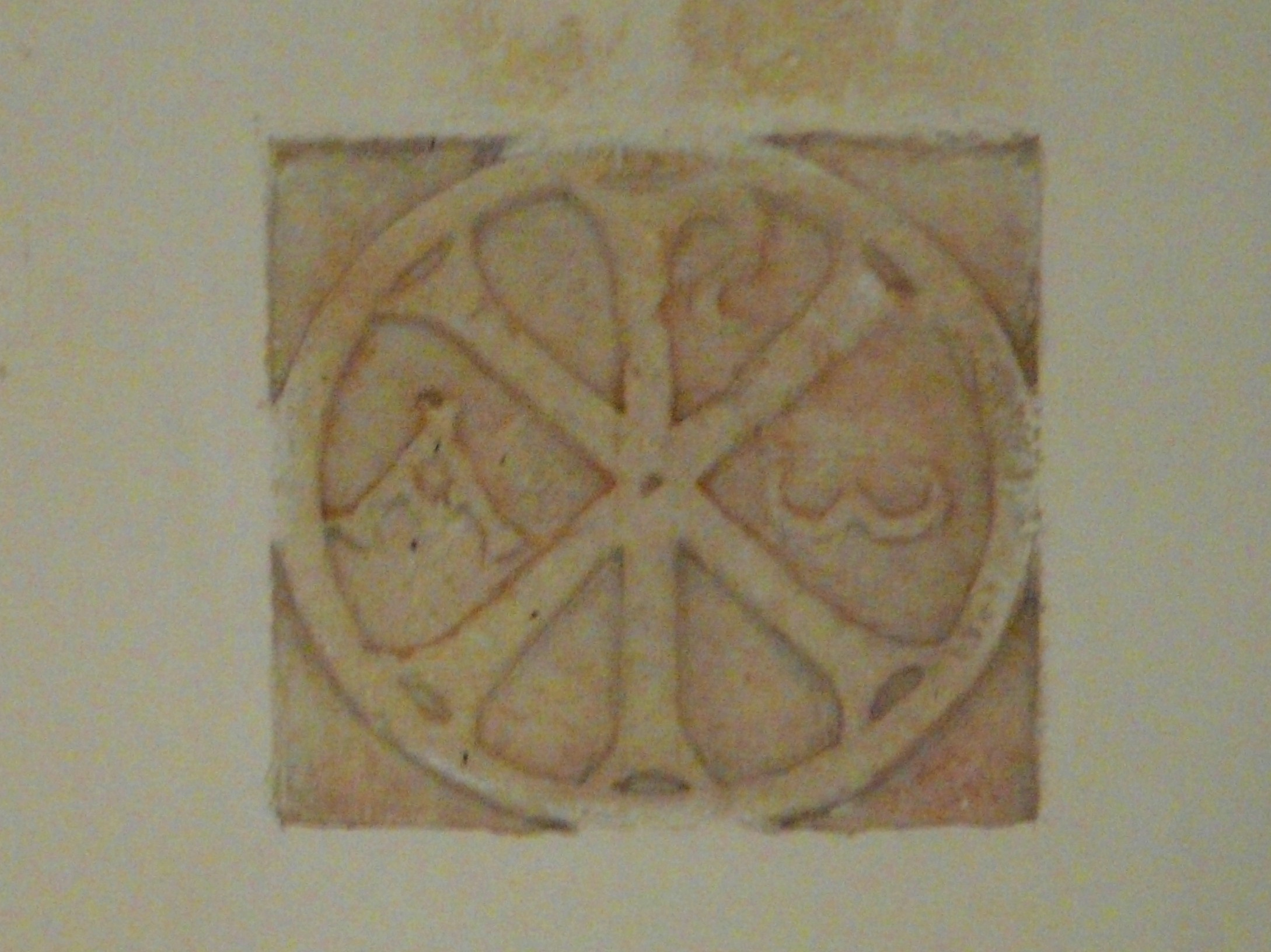
Le chrisme de Montagrier.

Il ne subsiste de l'église romane que la partie comprenant la croisée du transept constituée de quatre piliers de 1,50 m de côté, cantonnés sur leurs faces intérieures de colonnes à chapiteaux cubiques qui reçoivent la retombée des arcs à double rouleau et des pendentifs surmontés d'une coupole.
Les croisillons du transept et le chœur, en forme d'absides demi-circulaires, dégagent les faces intérieures des piliers du carré du transept. Ils s'ouvrent vers l'est pour communiquer avec les absidioles se trouvant entre les croisillons et l'abside du chœur par une baie en plein cintre.
L'abside principale a une ouverture de 3,80 m sous l'arc triomphal et 5,80 m de profondeur. Elle est décorée par cinq arcs d'applique égaux portés par quatre demi-colonnes et par deux pilastres portés par des piliers du carré du transept. Elle est éclairée par trois fenêtres en plein cintre au centre des arcades les plus à l'est.
Il subsiste dans l'église une plaque en pierre de 0,40 × 0,40 m et 0,15 m d'épaisseur sur laquelle est figurée en faible relief un chrisme. Edmond Le Blant attribue cette sculpture au milieu du VIe siècle. Elle a été retrouvée au cours de travaux de réparation de l'église, et, par mesure de conservation, a été encastrée face à la nef, au-dessus de l'arc du carré du transept.
Le marquis de Fayolle a émis l'hypothèse que certains chapiteaux de facture archaïque soient des réutilisations provenant d'églises plus anciennes. Il remarque que le chancel du musée de Périgueux, daté de l'époque mérovingienne par Robert de Lasteyrie, provient de l'église de Saint-Apre située dans la région,.

## Protections
L'édifice est classé au titre des monuments historiques le 10 avril 1912.
Outre le chrisme signalé précédemment et classé au titre des monuments historiques depuis 1908, l'église recèle également une chaire de style Renaissance du XVIe siècle et la plaque commémorative — en marbre noir — d'une fondation créée par le vicomte de Ribérac en 1700 pour les pauvres de Montagrier, Brassac et Saint-Victor, toutes deux classées en 1975.

## Galerie

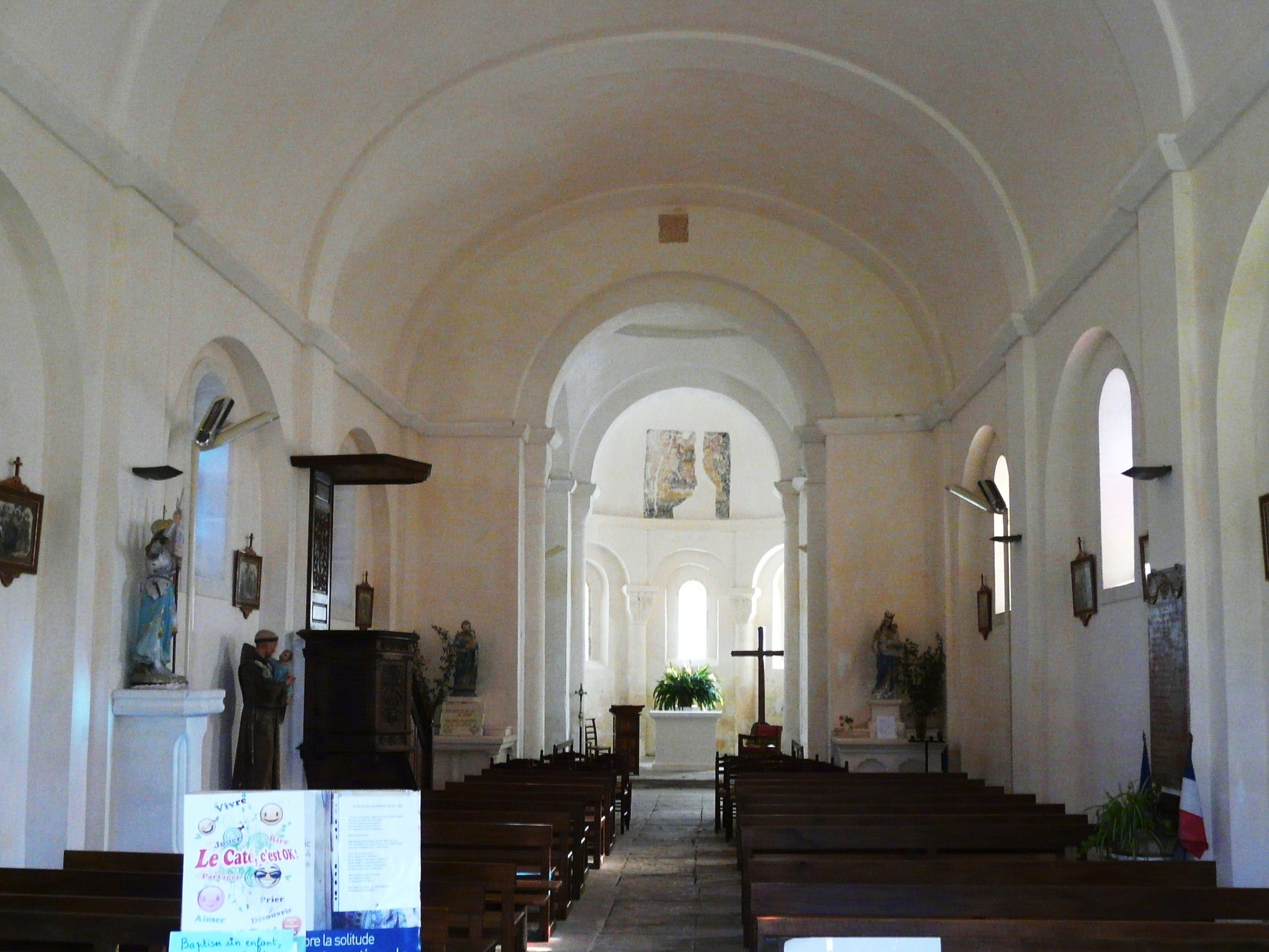
La nef reconstruite en 1897 vers le chœur.
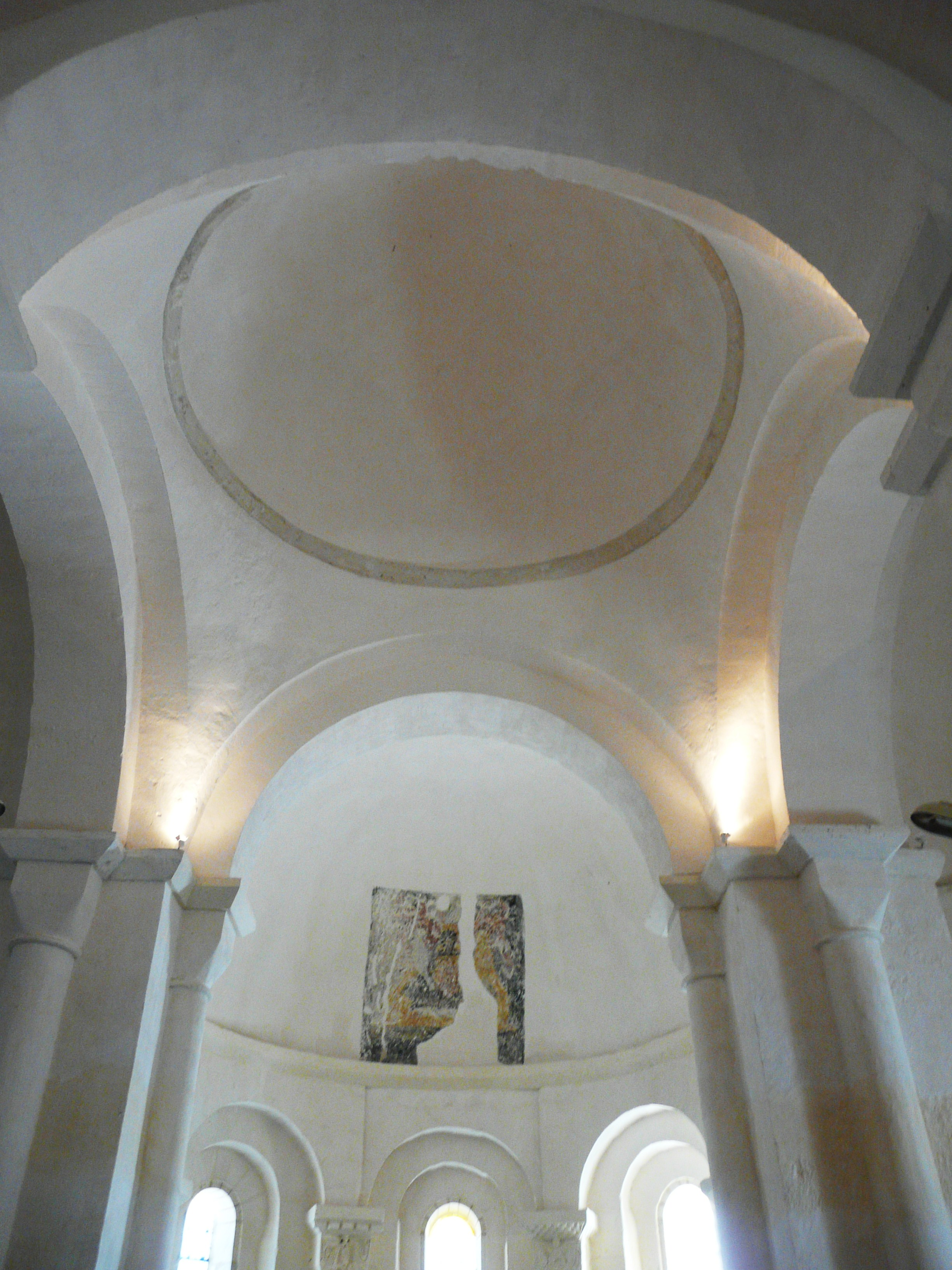
Coupole de la croisée du transept et abside.
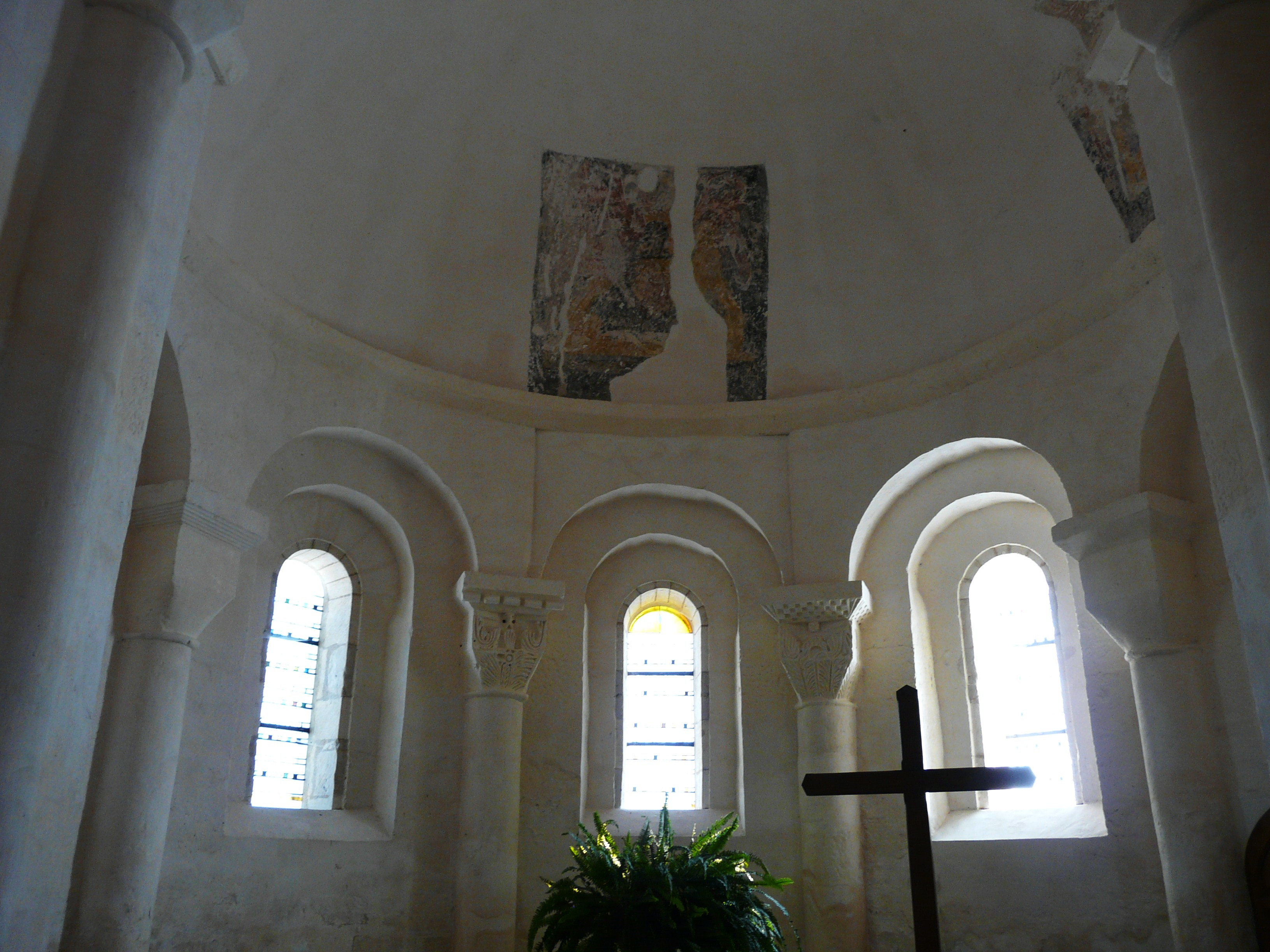
Abside du chœur.
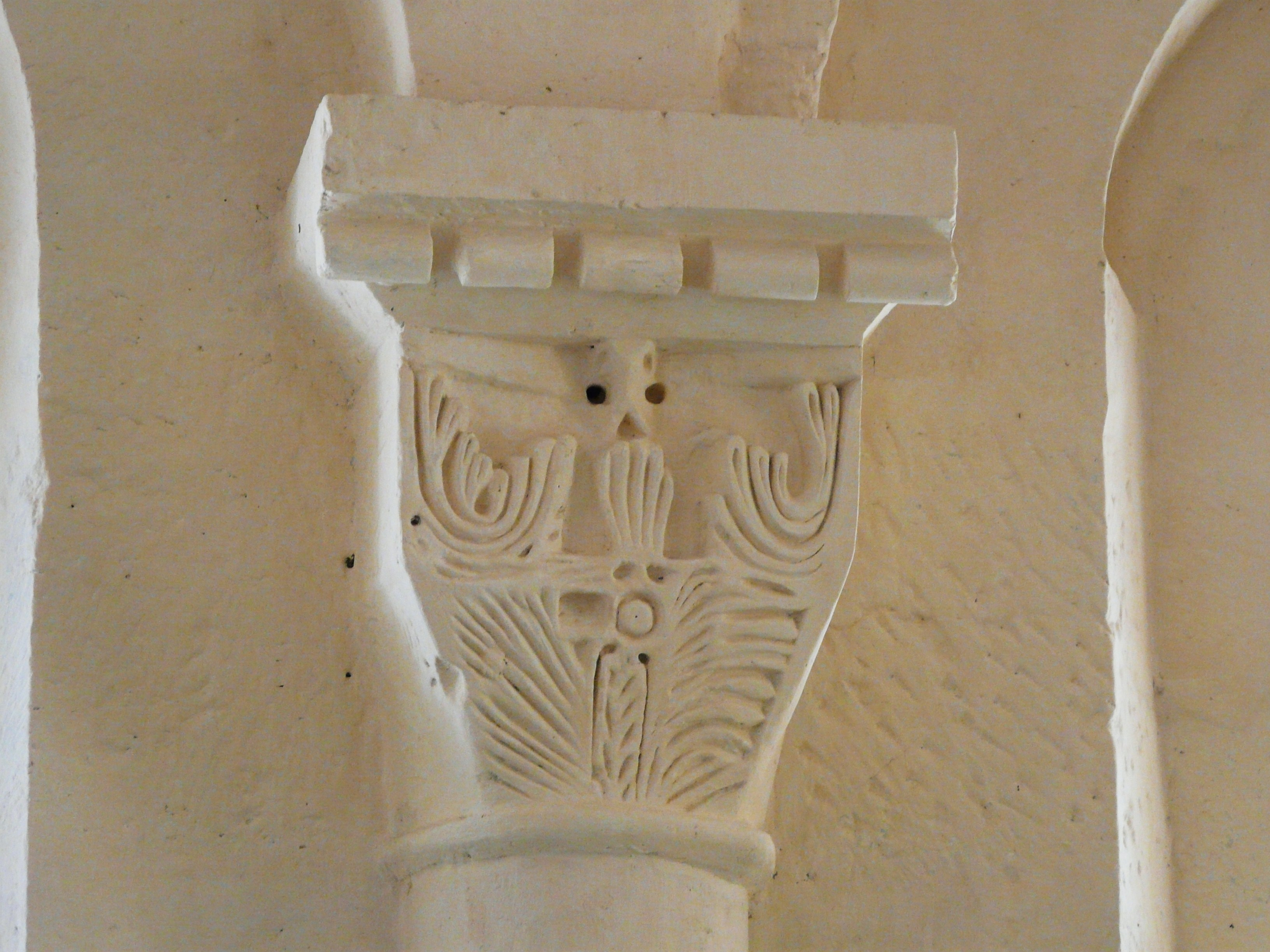
Chapiteau de l'abside du chœur.
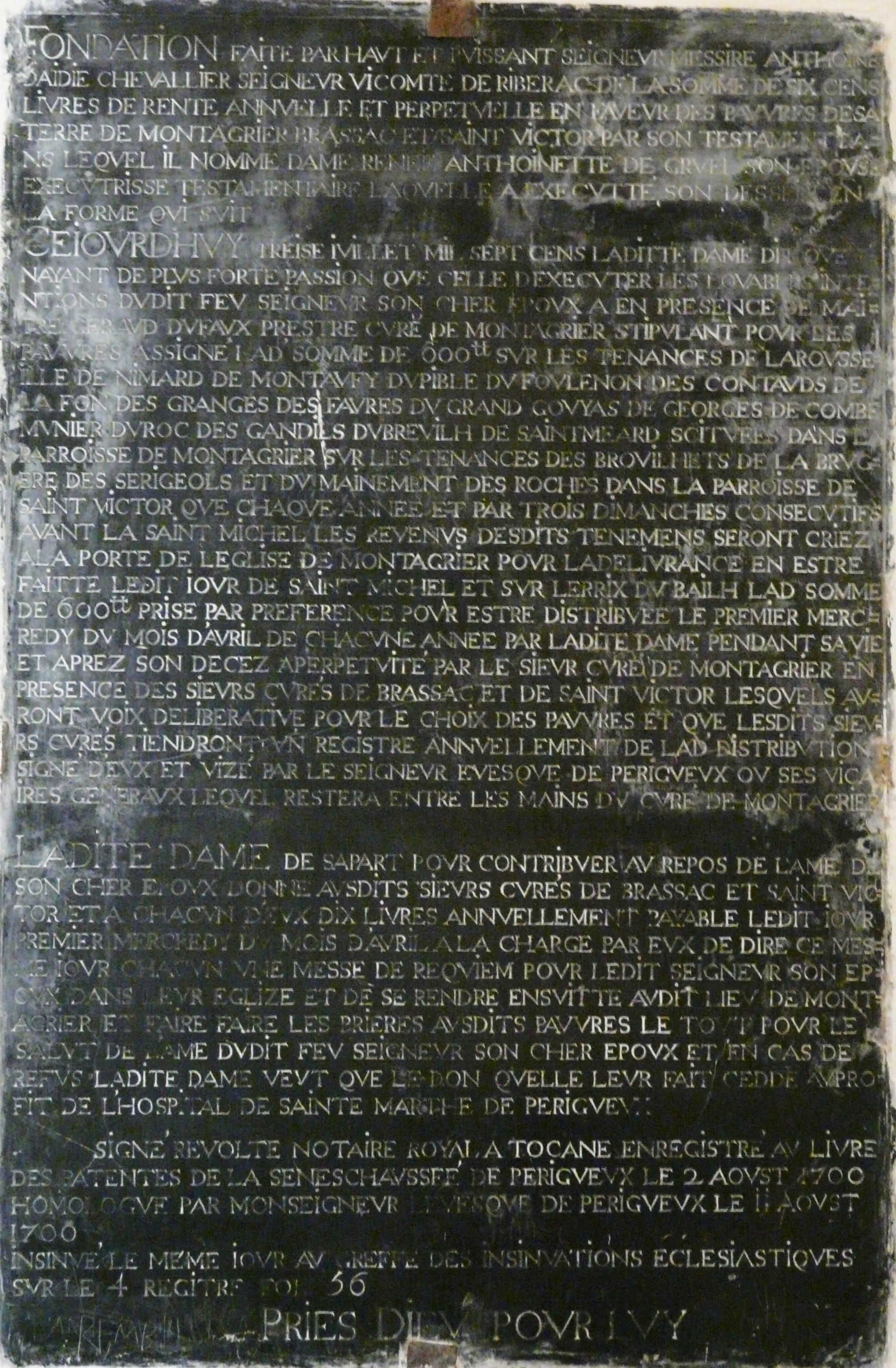
Plaque commémorant la donation du vicomte de Ribérac en 1700.